# Miroslav Podrazký
Miroslav Podrazký (18 agosto 1984) è un ex calciatore ceco, di ruolo centrocampista.

## Caratteristiche tecniche
Trequartista, può giocare anche come interno di centrocampo.